# 게리 발로
게리 발로(영어: Gary Barlow, OBE, 1971년 1월 20일 ~ )는 영국의 가수 겸 작곡가이다. 테이크 댓의 구성원으로 잘 알려져 있으며, 피아노 연주자와 프로듀서로도 유명하다.
2012년 영국 여왕 즉위 60주년을 기념하는 다이아몬드 주빌리 콘서트(Diamond Jubilee Concert)의 조직을 맡았으며, 그 공헌으로 같은 해에 4등급 대영 제국 훈장(OBE)을 받았다.